# Fuerte de Soroca
El Fuerte de Soroca o la Ciudad de Soroca (en rumano: Cetatea Soroca) es un fuerte histórico en la República de Moldavia, en la ciudad moderna de Soroca.
La ciudad tiene su origen en el puesto de comercio genovés medieval de Olchionia o Alchona. Es conocido por su fortaleza bien conservada, creada por el príncipe moldavo Esteban el Grande. (rumano: Stefan cel Mare) en 1499.
Entre 1543 y 1546 bajo el reinado de Petru Rareş, la fortaleza fue reconstruida en piedra como un círculo perfecto con cinco baluartes situados a distancias iguales.

## Galería de imágenes

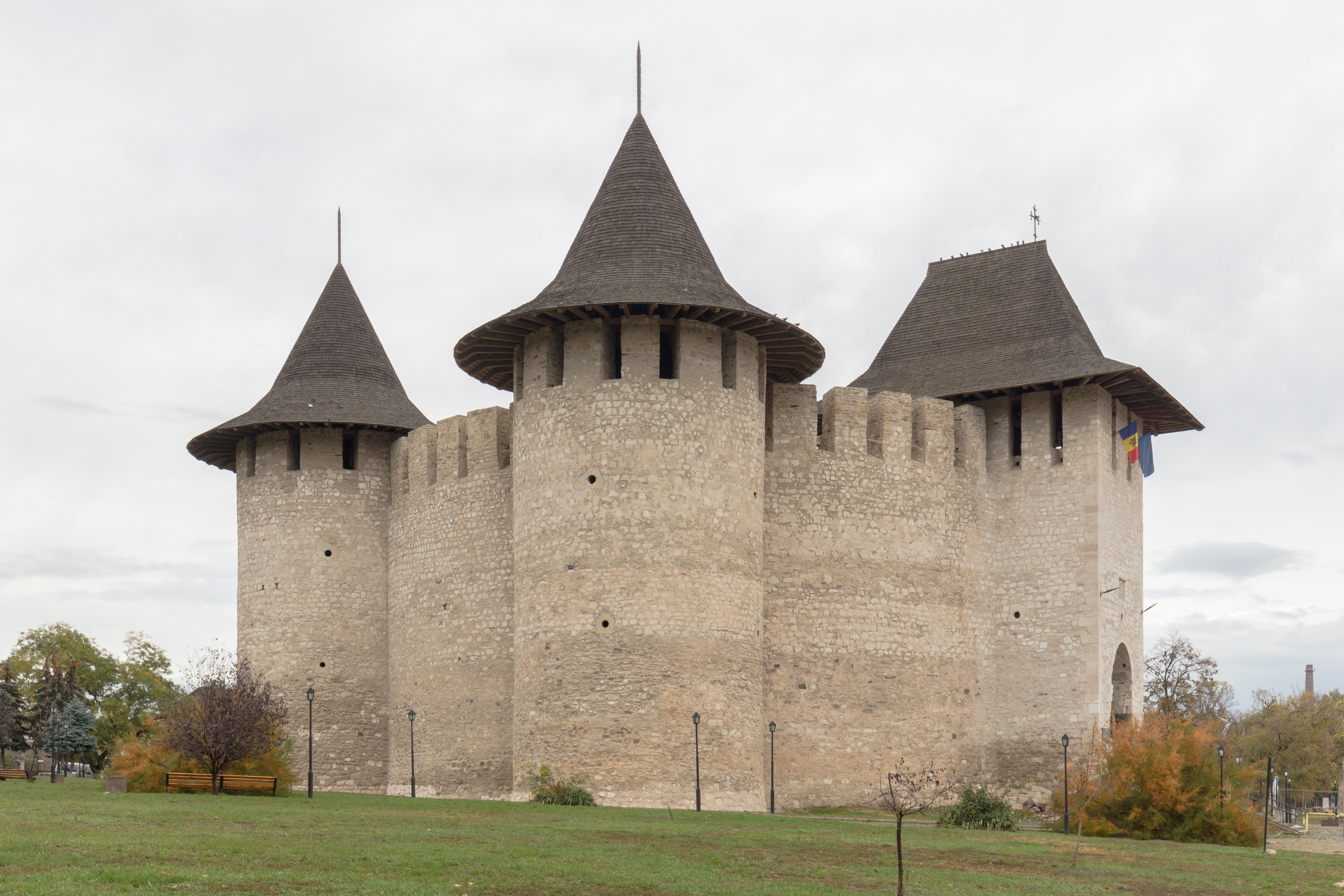
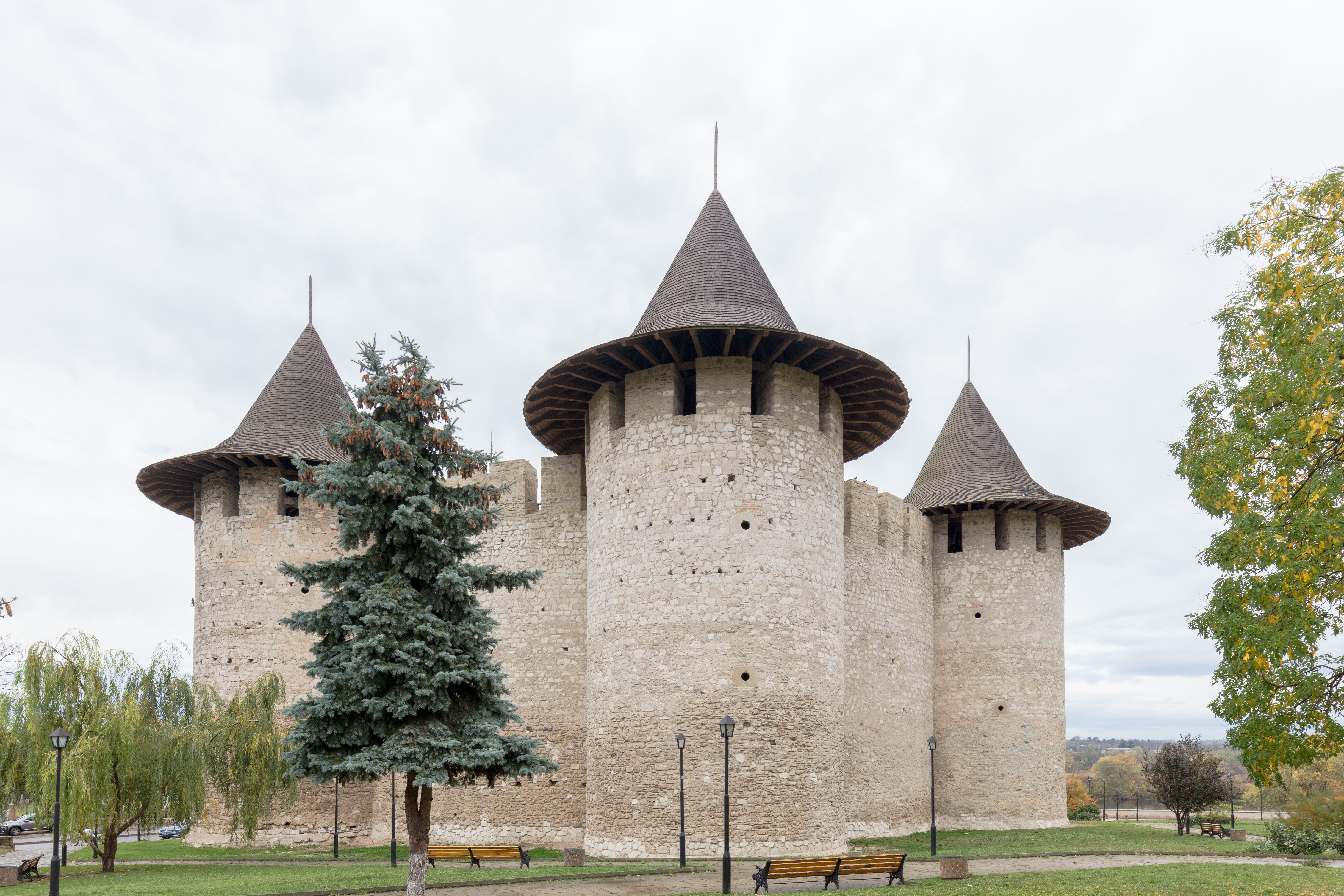
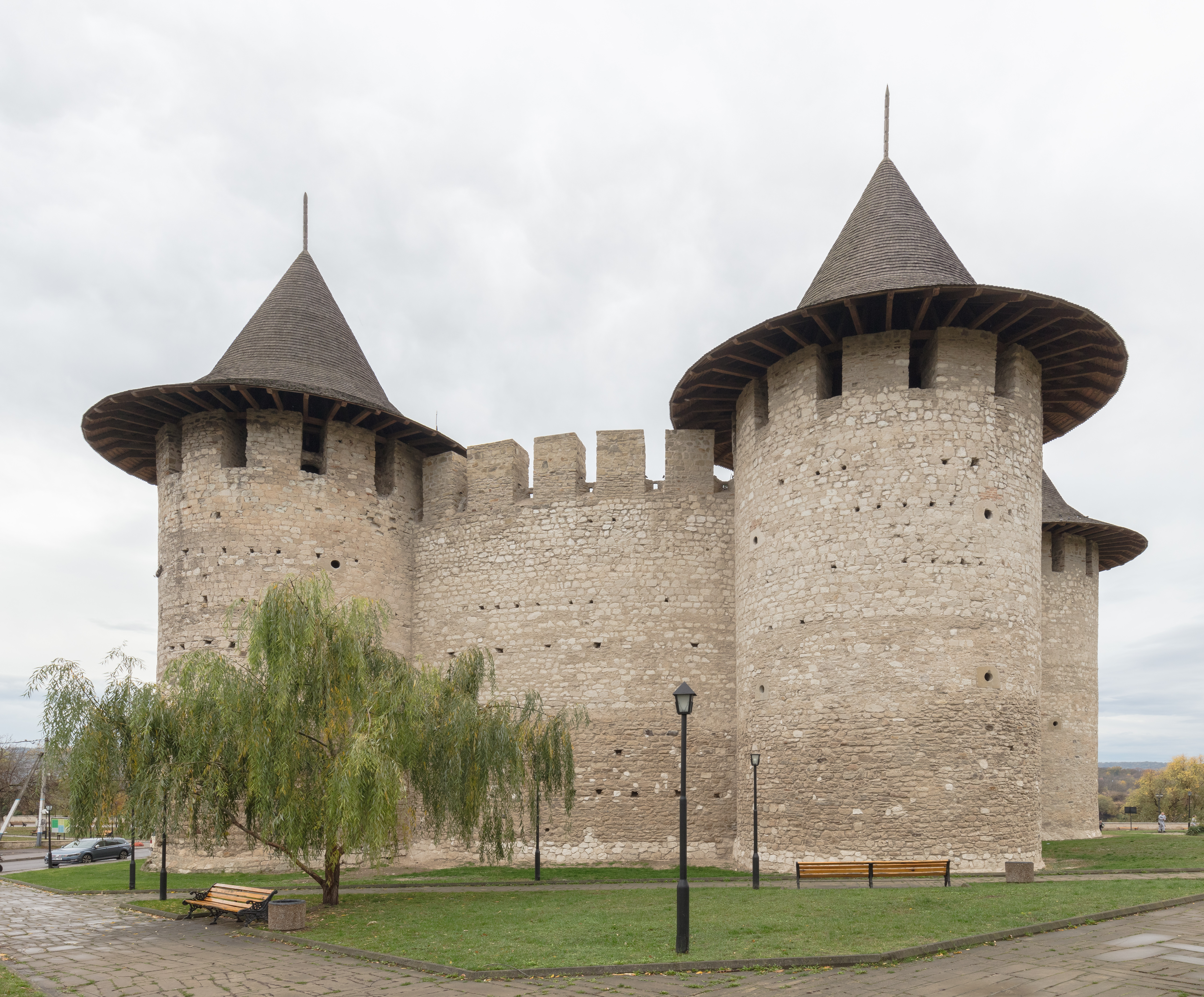
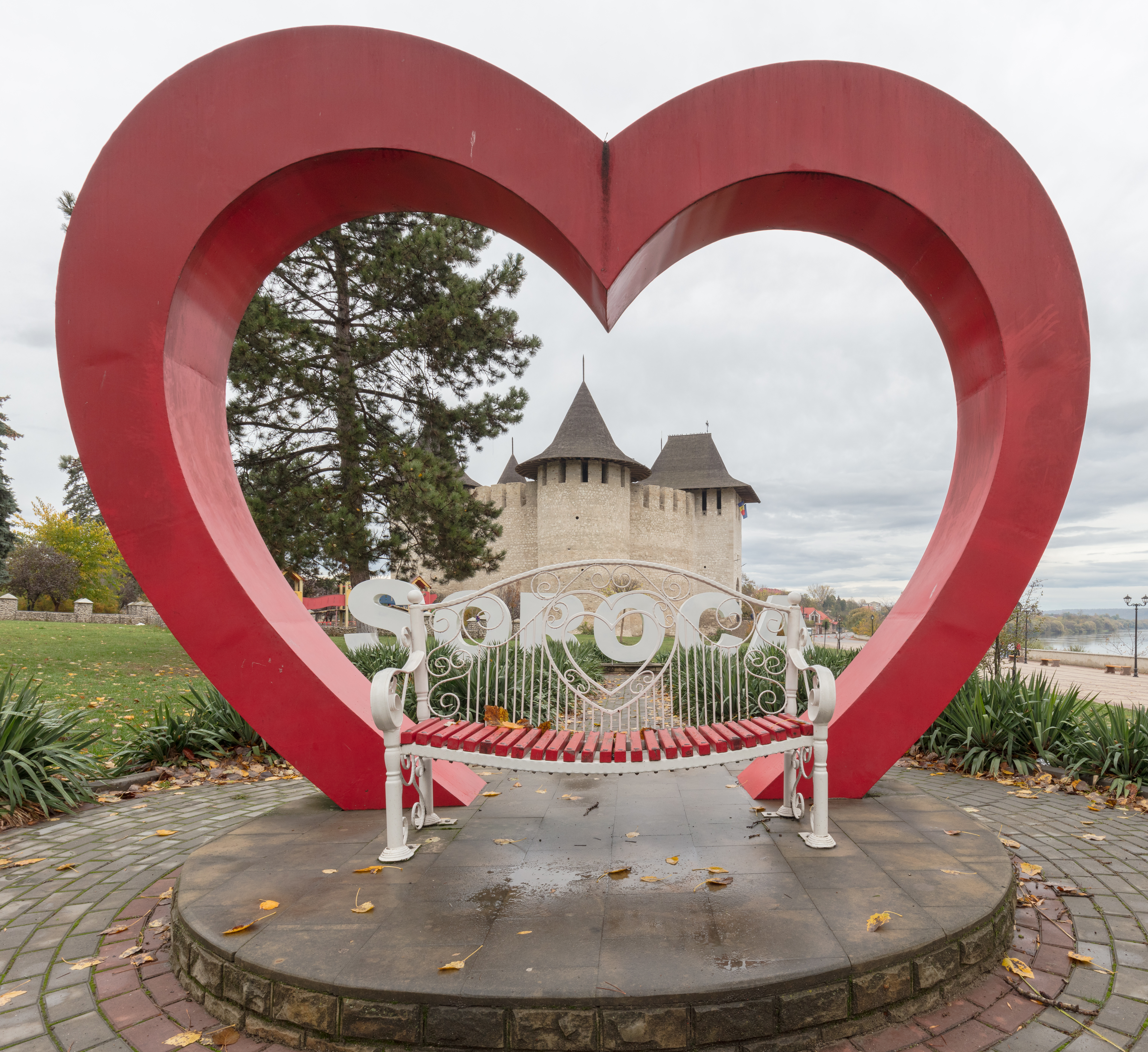
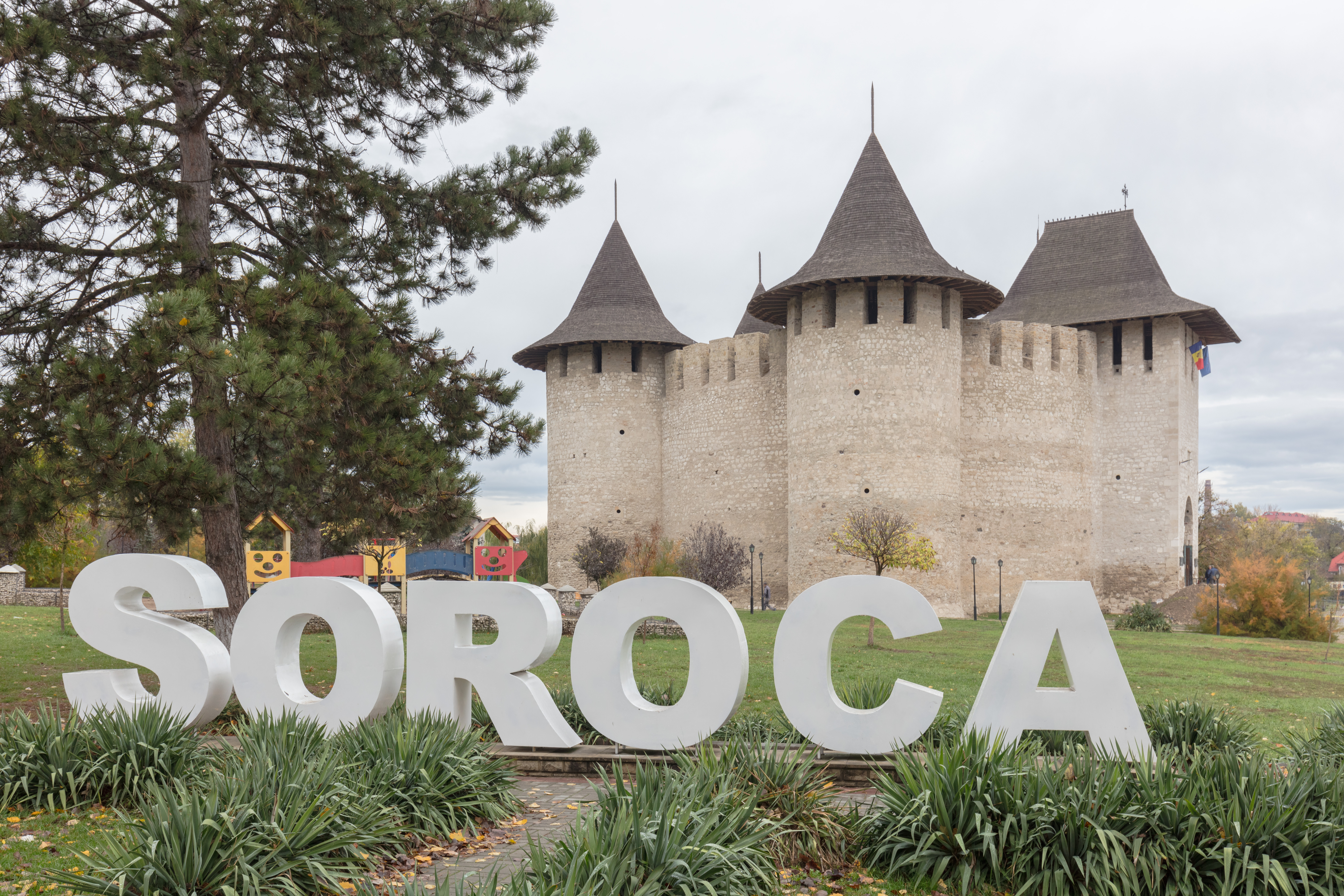
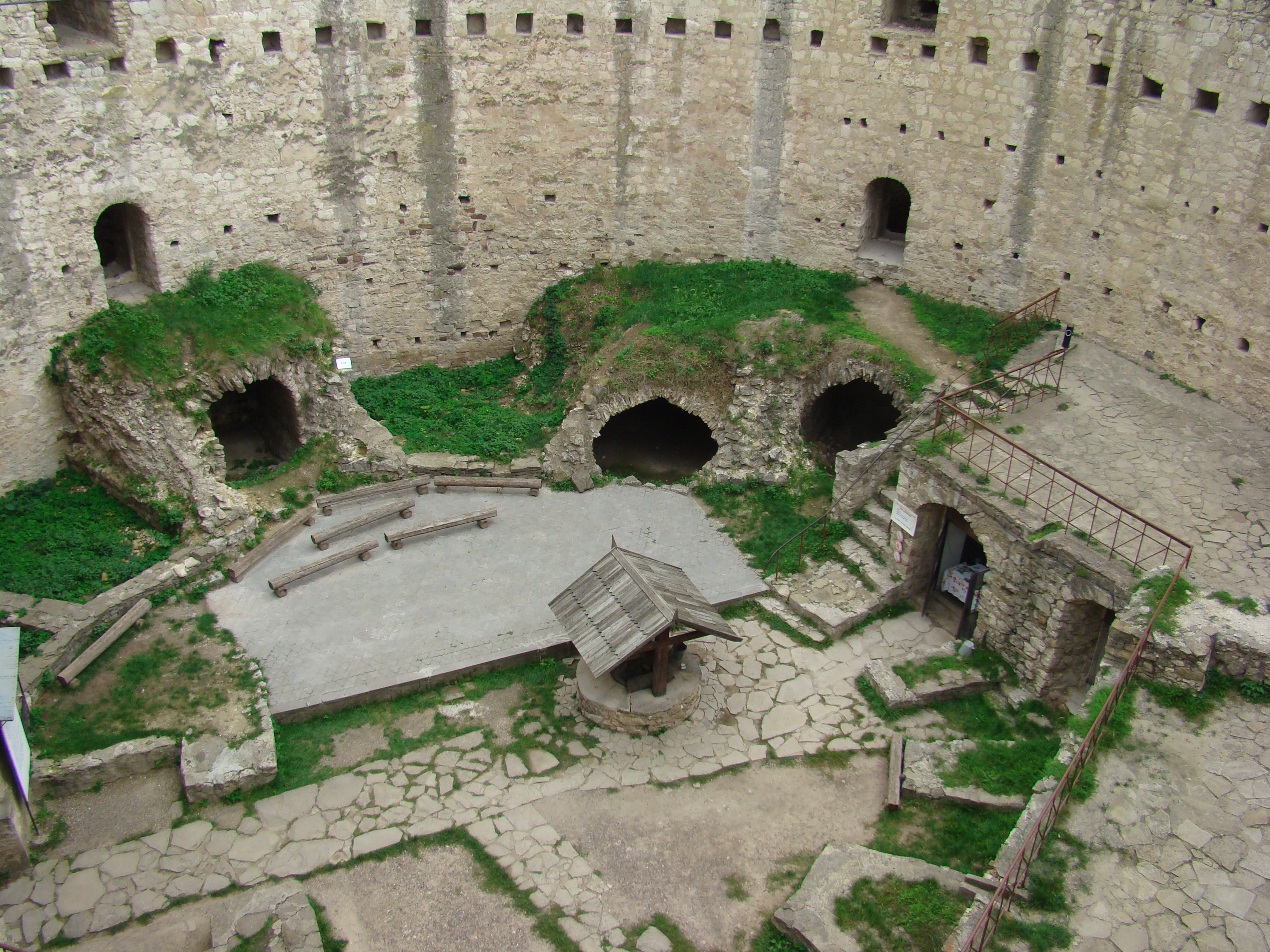

- Datos: Q2374273
- Multimedia: Soroca Fort / Q2374273